# Style étrusque

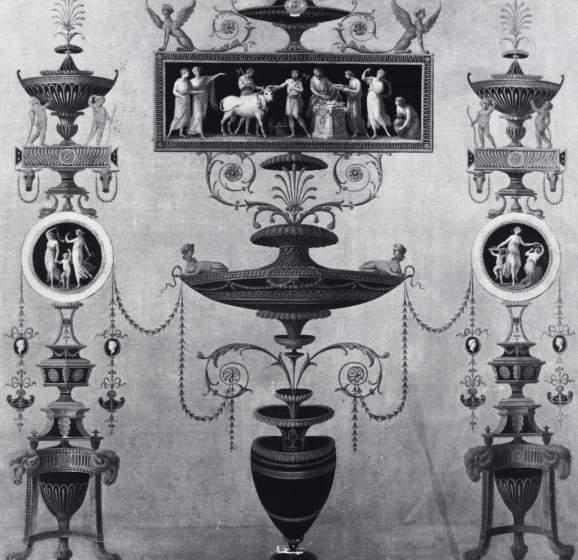
Planche de croquis de Robert Adam, pour le château d'Osterley Park.

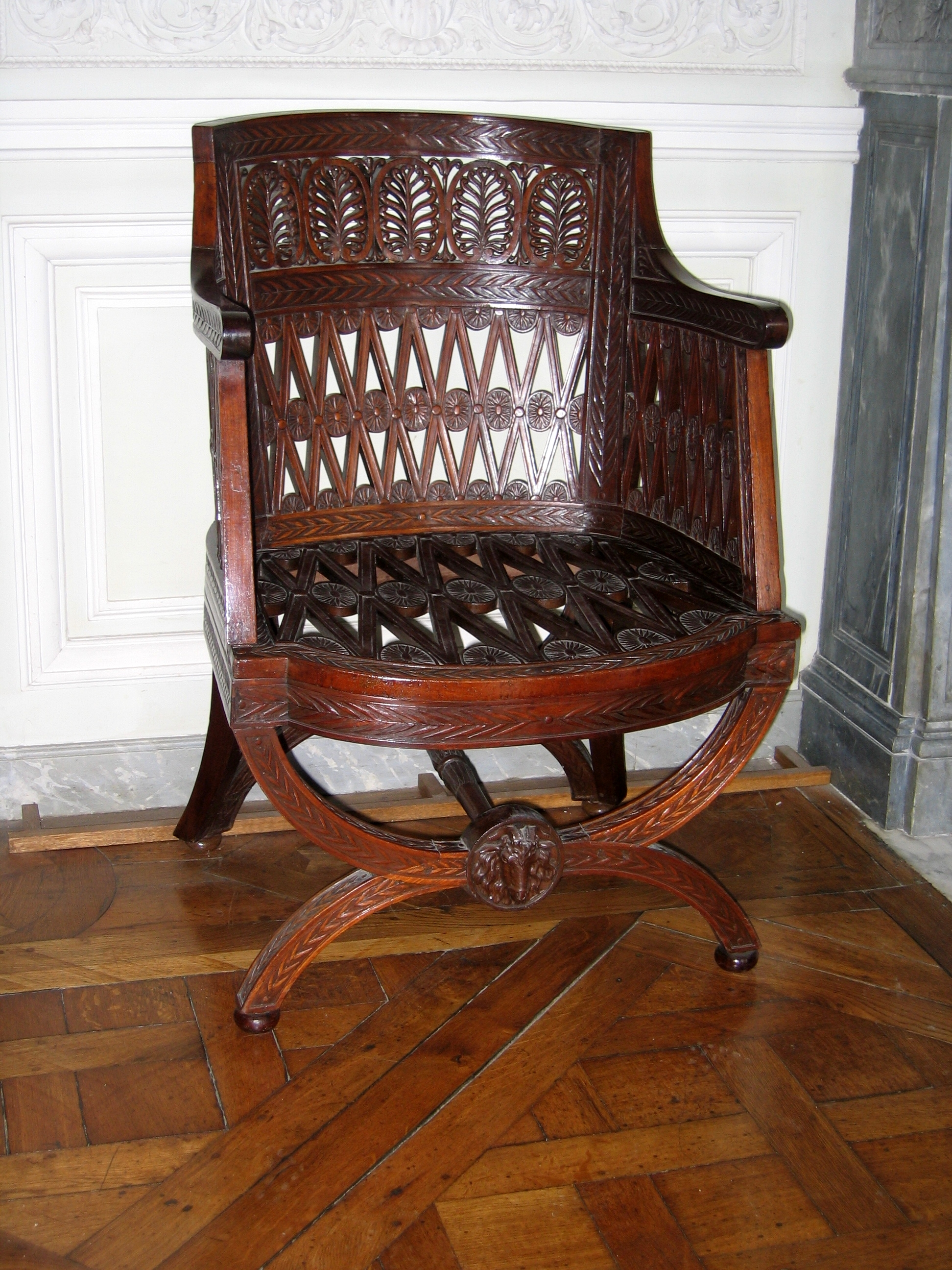
Fauteuil curule (1787) dit de genre étrusque, par Georges Jacob, exposé au Petit Trianon.

Le style étrusque est un style néo-classique, inspiré librement de l'art étrusque, théorisé d'abord par James Stuart, puis par les frères Robert et James Adam, architectes britanniques du XVIIIe siècle, dans la mode  romantique du temps pour les ruines et vestiges antiques née principalement de la découverte des ruines de Pompéi vers 1750.
Après les Britanniques, c'est Jean-Jacques Lagrenée qui a introduit ce style en France, à la suite de son séjour à Rome et à Pompéi de 1765 à 1769, et de la publication en 1784 d'un recueil de gravures répertoriant tous les motifs issus de ses relevés sur place.
Ce style toucha la décoration des pièces (peintures murales), le mobilier, la joaillerie à la fin du XVIIIe et pendant le XIXe siècle, sans réalisme historique.
La mode des objets étrusques se renforça pendant le XIXe siècle par les nombreuses découvertes des vestiges étrusques des tombes, leur spoliation par les tombaroli, leurs pastiches et  copies avouées « à l'étrusque », voire les  faux, mis sur le marché de l'art (historique et aussi décoratif). L'atelier Castellani de Londres exposa ses créations en 1862 conjointement à l'exposition de la partie de la  collection Campana à Paris, acheté par Napoléon III.
Elle perdure aujourd'hui dans la poterie, la céramique, la bijouterie fantaisie.

## Œuvres «à l'étrusque»
- Décoration à l'étrusque de l'atelier du peintre Isabey par « Les Étrusques » surnom de Charles Percier et Pierre-François-Léonard Fontaine (1796)
- Services dit « à l'étrusque » de la manufacture de porcelaine de Capodimonte à Naples
- Service étrusque de la laiterie de Rambouillet, manufacture de Sèvres, 1786-88
- La « Salle étrusque » (1775-1777) des frères Adam pour l'Osterley Park, édifice de l'ère élisabéthaine.
- Vases à l'étrusque d'Antonio Cioci, Opificio delle pietre dure, Florence (1783)
- Deux pièces de style étrusque de l'appartement chinois de Charlottenburg de Berlin (1788).
- Gobelets à anses étrusques et soucoupes du service  de Marie-Antoinette, pour la Laiterie de Versailles, de Jean-Jacques Lagrenée (1788 - Musée national de Céramique à Sèvres)[4],[5].
- Cabinet étrusque du château de la ville de Potsdam par Johann Gottfried Schadow (1804).
- le Cabinet étrusque de Racconigi (1827).
- Bougeoir style étrusque Empire bronze (vers 1830).
- Plateau en scagliola à décor d'inspiration étrusque du Florentin  Carlo Paoletti (Corsham Court).
- Table ayant appartenu à la reine Caroline, conservée à la Résidence de Munich (Die Möbel der Residenz, München, vol III. Munich, 1997, p. 255-257, no 130).
- Œuvres du Viennois Wolfgang Koepp, spécialiste de ce type de décor très en vogue à la cour de Munich.
- Artes Etruriae renascuntur, fabrication en série de vases « étrusques » de la manufacture de Josiah Wedgwood, décor inspiré de la collection Hamilton.
- Chaises, tabourets et fauteuils de style étrusque de Georges Jacob pour la laiterie de Rambouillet, Petit Trianon.
- Fausse tombe étrusque du  musée de la Villa Tornolia.
- Projet de « Fantaisie de style étrusque » de l'architecte Félix Duban.